# District d'Algoma
Pour les articles homonymes, voir Algoma.
Le district d’Algoma est un district et une division de recensement dans le Nord-est de l'Ontario dans la province de l'Ontario.

## Subdivisions

### Villes (Cities)
- Elliot Lake
- Sault-Sainte-Marie

### Villes (Towns)
- Blind River
- Bruce Mines
- Spanish
- Thessalon

### Townships
- Dubreuilville
- Hilton
- Hornepayne
- Huron Shores (Iron Bridge, Sowerby, Little Rapids)
- Jocelyn (Kentvale)
- Johnson (Desbarats)
- Laird
- Macdonald, Meredith and Aberdeen Additional (Echo Bay, Bar River, Sylvan Valley)
- Michipicoten (Wawa, Michipicoten River)
- North Shore (Spragge, Serpent River, Algoma Mills)
- Plummer Additional
- Prince
- St. Joseph (Richard's Landing)
- Tarbutt and Tarbutt Additional
- White River

### Village
- Hilton Beach

### Réserves
- Garden River
- Goulais Bay
- Gros Cap
- Missanabie
- Mississagi River
- Rankin Location
- Sagamok
- Serpent River
- Thessalon

### Territoires non organisés
- Algoma nord (incl. Aweres, Batchawana Bay, Goulais and District, Hawk Junction, Missanabie, Peace Tree, Searchmont et Wharncliffe and Kynoch)
- Algoma sud-est